# Chiastopsylla tetratricha
Chiastopsylla tetratricha är en loppart som beskrevs av Hastriter 1998. Chiastopsylla tetratricha ingår i släktet Chiastopsylla och familjen Chimaeropsyllidae. Inga underarter finns listade i Catalogue of Life.